# Kemejing (Semin)
Kemejing is een bestuurslaag in het regentschap Gunung Kidul van de provincie Jogjakarta, Indonesië. Kemejing telt 3061 inwoners (volkstelling 2010).